# Пристанційне (Коростенський район)
Пристанці́йне — село в Україні, у Чоповицькій селищній громаді Коростенського району Житомирської області. Населення становить 575 осіб. Орган місцевого самоврядування — Чоповицька селищна рада.

## Історія
Відоме з 1926 року як селище при станції Чоповичі. До 1961 року — хутір Пристанційний.

## Населення
Згідно з переписом УРСР 1989 року чисельність наявного населення села становила 826 осіб, з яких 374 чоловіки та 452 жінки.
За переписом населення України 2001 року в селі мешкали 574 особи.

### Мова
Розподіл населення за рідною мовою за даними перепису 2001 року:
| Мова       | Відсоток |
| ---------- | -------- |
| українська | 99,13 %  |
| російська  | 0,87 %   |